# Карамнов Віталій Володимирович
Віталій Володимирович Карамнов (рос. Виталий Владимирович Карамнов, нар. 6 липня 1968, Москва) — російський хокеїст, що грав на позиції крайнього нападника. Грав за збірну команду Росії.

## Ігрова кар'єра
Вихованець хокейної школи команди московського «Динамо» в основному складі якого і дебютував у чемпіонаті СРСР 1986 року.
1988 року Віталія переводять до першолігової команди «Динамо» (Харків), де він проходить військову сліжбу.
Через конкуренцію в складі московського «Динамо» в 1989 переходить до ярославського «Торпедо», де провів два сезони.
В 1991 повертається до складу москвичів.
1992 року був обраний на драфті НХЛ під 62-м загальним номером командою «Сент-Луїс Блюз». У першомі сезоні через травму в складі «блюзменів» зіграв лише сім матчів, більшість матчів відіграв за фарм-клуб «Пеорія Рівермен» (ІХЛ). Відігравши три сезони в НХЛ повернувся до Європи але цього разу до фінського клубу ЮІП, де відіграв до кінця сезону 1995/96.
Влітку 1996 перебрався до Німеччини, де спочатку захищав кольори «Берлін Кепіталс», а згодом три роки виступав за «Крефельд».
За рік перебування в Чехії лише п'ять матчів провів за команду «Всетін» та з 2000 року повернувся до Росії, де після трьох років виступів послідовно чотири роки відіграв за «Витязь», «Салават Юлаєв», «Спартак» (Москва) завершивши кар'єру гравця в 2004 році.
Виступав за збірну Росії, зокрема на чемпіонаті світу 1996 року.

## Досягнення
- Чемпіон СНД у складі «Динамо» (Москва) — 1992.

## Статистика

### Клубні виступи
| Сезон        | Клуб                  | Ліга         | Регулярний сезон | Регулярний сезон | Регулярний сезон | Регулярний сезон | Регулярний сезон | Плей-оф | Плей-оф | Плей-оф | Плей-оф | Плей-оф |
| Сезон        | Клуб                  | Ліга         | І                | Г                | П                | О                | ШХ               | І       | Г       | П       | О       | ШХ      |
| ------------ | --------------------- | ------------ | ---------------- | ---------------- | ---------------- | ---------------- | ---------------- | ------- | ------- | ------- | ------- | ------- |
| 1986–87      | «Динамо» (Москва)     | Вища ліга    | 4                | 0                | 0                | 0                | 0                | —       | —       | —       | —       | —       |
| 1987–88      | «Динамо» (Москва)     | Вища ліга    | 2                | 0                | 1                | 1                | 0                | —       | —       | —       | —       | —       |
| 1987–88      | «Динамо» (Харків)     | Перша ліга   | 50               | 10               | 8                | 18               | 12               | —       | —       | —       | —       | —       |
| 1988–89      | «Динамо» (Харків)     | Вища ліга    | 23               | 4                | 1                | 5                | 19               | 35      | 4       | 4       | 8       | 22      |
| 1989–90      | «Торпедо» (Ярославль) | Вища ліга    | 47               | 6                | 7                | 13               | 32               | —       | —       | —       | —       | —       |
| 1990–91      | «Торпедо» (Ярославль) | Вища ліга    | 45               | 14               | 7                | 21               | 30               | —       | —       | —       | —       | —       |
| 1991–92      | «Динамо» (Москва)     | СНД          | 40               | 13               | 19               | 32               | 25               | —       | —       | —       | —       | —       |
| 1992–93      | «Сент-Луїс Блюз»      | НХЛ          | 7                | 0                | 1                | 1                | 0                | —       | —       | —       | —       | —       |
| 1992–93      | «Пеорія Рівермен»     | ІХЛ          | 23               | 8                | 12               | 20               | 47               | —       | —       | —       | —       | —       |
| 1993–94      | «Сент-Луїс Блюз»      | НХЛ          | 59               | 9                | 12               | 21               | 51               | —       | —       | —       | —       | —       |
| 1993–94      | «Пеорія Рівермен»     | ІХЛ          | 3                | 0                | 1                | 1                | 2                | 1       | 0       | 1       | 1       | 0       |
| 1994–95      | «Сент-Луїс Блюз»      | НХЛ          | 26               | 3                | 7                | 10               | 14               | 2       | 0       | 0       | 0       | 2       |
| 1994–95      | «Пеорія Рівермен»     | ІХЛ          | 15               | 6                | 9                | 15               | 7                | —       | —       | —       | —       | —       |
| 1995–96      | ЮІП                   | СМ-Л         | 24               | 8                | 7                | 15               | 36               | —       | —       | —       | —       | —       |
| 1996–97      | «Берлін Кепіталс»     | ДХЛ          | 4                | 2                | 1                | 3                | 27               | —       | —       | —       | —       | —       |
| 1996–97      | «Крефельд»            | ДХЛ          | 28               | 7                | 13               | 20               | 80               | 3       | 1       | 1       | 2       | 25      |
| 1997–98      | «Крефельд»            | ДХЛ          | 34               | 8                | 15               | 23               | 40               | 3       | 0       | 2       | 2       | 2       |
| 1998–99      | «Крефельд»            | ДХЛ          | 40               | 11               | 17               | 28               | 61               | 2       | 1       | 0       | 1       | 4       |
| 1999–2000    | «Всетін»              | Екстраліга   | 5                | 0                | 0                | 0                | 10               | —       | —       | —       | —       | —       |
| 2000–01      | «Витязь»              | Росія        | 15               | 3                | 3                | 6                | 12               | —       | —       | —       | —       | —       |
| 2001–02      | «Салават Юлаєв»       | Росія        | 51               | 16               | 9                | 26               | 72               | —       | —       | —       | —       | —       |
| 2002–03      | «Салават Юлаєв»       | Росія        | 35               | 7                | 3                | 10               | 55               | 1       | 0       | 0       | 0       | 0       |
| 2003–04      | «Спартак» (Москва)    | ВХЛ          | 5                | 1                | 0                | 1                | 4                | —       | —       | —       | —       | —       |
| Усього в НХЛ | Усього в НХЛ          | Усього в НХЛ | 92               | 12               | 20               | 32               | 65               | 2       | 0       | 0       | 0       | 2       |

### Збірна
| Рік  | Команда | Турнір | Місце | І | Г | П | О | ШХ |
| ---- | ------- | ------ | ----- | - | - | - | - | -- |
| 1996 | Росія   | ЧС     | 4-е   | 8 | 0 | 2 | 2 | 0  |